# واشینگتن (ایالت)
واشینگتن (انگلیسی: Washington; ‎i‎/ˈwɒʃɪŋtən/‎) ایالتی در غرب ایالات متحده آمریکا می‌باشد. واشینگتن، ایالتی در شمال‌غربی کشور آمریکا و در کنار اقیانوس آرام، از شمال با استان بریتیش کلمبیا کانادا، از جنوب با ایالت اورگن و از شرق با ایالت آیداهو مرز دارد. پایتخت آن اولیمپیا و شهرهای مهم آن سیاتل، اولمیپیا و اسْپوکِین هستند. نام این ایالت از جرج واشینگتن نخستین رئیس‌جمهور آمریکا گرفته شده‌است. ایالت واشینگتن در سال ۱۸۸۹ میلادی به‌عنوان چهل‌ودومین ایالت آمریکا ثبت شد.
واشینگتن از نظر پهناوری رتبه ۱۸ و از نظر جمعیت ۱۳ را دارد. حدود ۶۰ درصد از جمعیت واشینگتن در منطقه کلان‌شهر سیاتل زندگی می‌کنند. پس از کالیفرنیا، واشینگتن دومین ایالت از نظر جمعیت در ساحل غرب و غرب ایالات متحده می‌باشد. مرکز ترابری، کسب‌وکار و صنعت در منطقه پیوجت سائند در دریای سایلیش است، دریایی با ورودی از اقیانوس آرام متشکل از جزایر متعدد و خلیج از یخچال‌های طبیعی پوشیده شده‌است؛ و باقی ایالت از جنگل‌های انبوه و رشته کوه‌ها در غرب تشکیل شده‌است.
تاریخ ایالت واشینگتن شامل هزاران سال از تاریخ بومیان آمریکا پیش از ورود اروپاییان و پس از آن ورود مربوط می‌شود؛ و شواهد باستانی نشان می‌دهد که شمال غربی اقیانوس آرام نخستین مکان‌هایی بوده که در آمریکا در آن زیست می‌شده؛ و انسان شناسان تخمین می‌زنند که ۱۲۵ قبیله با ۵۰ گویش متفاوت در این سرزمین وجود داشته‌است؛ و تا پیش از ورود اروپاییان در آنجا می‌زیستند؛ و نیز در ۱۸ مه ۱۹۸۰ در کوه سنت هلن آتش فشانی در ایالت واشینگتن رخ داد.
در سال ۲۰۱۲، این ایالت تولید ناخالص داخلی برابر با ۴۱۲٬۹۰۶ میلیارد دلار داشت، که قابل مقایسه با تولید ناخالص داخلی کشور اتریش (۳۹۴٬۴۵۴ میلیارد دلار) بود. واشینگتن در حساب مالیات نسبت به دیگر ایالات نظام پیشرفته‌ای ندارد. ایالت واشینگتن یکی از ۷ ایالتی است که برای درآمد اشخاص مالیات وضع نمی‌کند. همچنین این دولت از شرکت‌ها تجاری نیز مالیات جمع‌آوری نمی‌کند، ولی شرکت‌ها مسئول پرداخت دیگر عوارض مختلف دولتی هستند. در واشینگتن مالیات بر فروش ۶٫۵ درصد می‌باشد. معمولاً مالیات بر سیگار و مشروبات الکلی را در مدارس دولتی و آتش‌نشانی‌ها، پارک‌ها و غیره خرج می‌کنند.
با توجه به سرشماری ایالات متحده در سال ۲۰۱۰ واشینگتن حدود ۶٬۷۲۴٬۵۴۰ نفر جمعیت داشت، که از سال ۲۰۱۰، ۱۴٫۱ درصد یعنی ۸۳۰٬۴۱۹ نفر افزایش داشته بود. در سرشماری سال ۲۰۱۰ جمعیت منطقه کلان‌شهری سیاتل ۳٬۴۳۹٬۸۰۹ حدود نیمی از جمعیت واشینگتن را تشکیل می‌داد. در واشینگتن ۶٫۷ درصد زیر پنج سال سن، ۲۵٫۷ درصد از جمعیت زیر ۱۸ سال سن و ۱۱٫۲ نیز ۶۵ سال یا مسن‌تر بوده‌اند؛ و حدود ۵۰٫۲ درصد از جمعیت را زنان تشکیل می‌دادند. در سال ۲۰۰۸ دقیقاً ۲۶۷۶۹۴ عدد جرم گزارش شده بود که ۱۹۶ عدد از آن‌ها قتل بود.
پارک ملی المپیک، پارک ملی کوه رینیر، و پارک ملی کسکیدز شمالی در این ایالت قرار دارد.

## نام
سرزمین واشینگتن به افتخار نخستین رئیس‌جمهور ایالات متحده جرج واشینگتن نامگذاری شده. نام این سرزمین در اصل کلمبیا بوده که از رود کلمبیا در این سرزمین گرفته شده‌است. ایالت واشینگتن تنها ایالتی است که نام یک رئیس‌جمهور را دارد. اهالی ایالت واشینگتن و شمال غربی ایالات متحده به راحتی خود را اهل واشینگتن معرفی می‌کنند؛ ولی اهالی واشینگتن دی.سی خود را اهل واشینگتن دی. سی معرفی می‌کنند.
به کسی که اهل ایالت واشینگتن باشد، واشینگتنیِن (به انگلیسی: Washingtonian) گفته می‌شود.

## جغرافیا

جنوب شرقی واشینگتن

واشینگتن شمال غربی‌ترین ایالت آمریکا می‌باشد. واشینگتن از جنوب با ایالت اورگن هم‌مرز است. از شرق با ایالت آیداهو هم‌مرز است. مرز آن‌ها معمولاً با رودخانه اسنیک و کلیرواتر می‌باشد؛ و در غرب واشینگتن اقیانوس آرام می‌باشد.
واشینگتن در زمان جنگ داخلی آمریکا جزء اتحادیه بود ولی با این حال هرگز در جنگ شرکت نکرد. سمت غرب واشینگتن آب و هوای ساحلی، با درجه حرارت معتدل زمستان‌های مرطوب و تابستان‌های خشک را داراست.
چندین آبشار در واشینگتن موجود است که به سبب آتشفشان‌ها ارتفاع قابل توجهی دارد. از شمال تا جنوب کوه‌های آتشفشانی بسیاری همچون کوه رینیر و کوه سنت هلن وجود دارد؛ ولی کوه سنت هلن تنها کوهی است که در آن آتشفشان فعال است، حتی در سال ۱۹۸۰ نیز فوران کرده بود، با این حال همهٔ کوه‌ها احتمال فوران آتش فشان دارد.
بلندترین کوه واشینگتن کوه رینیر می‌باشد، که در ۸۰ کیلومتری (۵۰ مایلی) جنوب سیاتل، واشینگتن واقع شده‌است، که از مرکز شهر سیاتل نیز می‌شود آن را مشاهده کرد. ارتفاع کوه رینیر ۴۳۹۲ متر (۱۴۴۱۱ پا) از سطح دریا می‌باشد، با توجه به نزدیکی آن به شهر سیاتل خطرناک‌ترین آتش فشان در واشینگتن و قاره آمریکا ممکن است رخ دهد.

## تاریخچه
تاریخ ایالت واشینگتن شامل هزاران سال از تاریخ بومیان آمریکا قبل از ورود اروپاییان و پس از آن ورود مربوط می‌شود. این منطقه در بین سالهای ۱۸۴۸ تا ۱۸۵۳ جزئی از خاک اورگن بوده‌است؛ و پس از آن از اورگان جدا شده و تبدیل به سرزمین واشینگتن گردید؛ و در سال ۱۸۸۹ دولت واشینگتن به عنوان چهل و دومین ایالت به اتحادیه آمریکا پیوست.

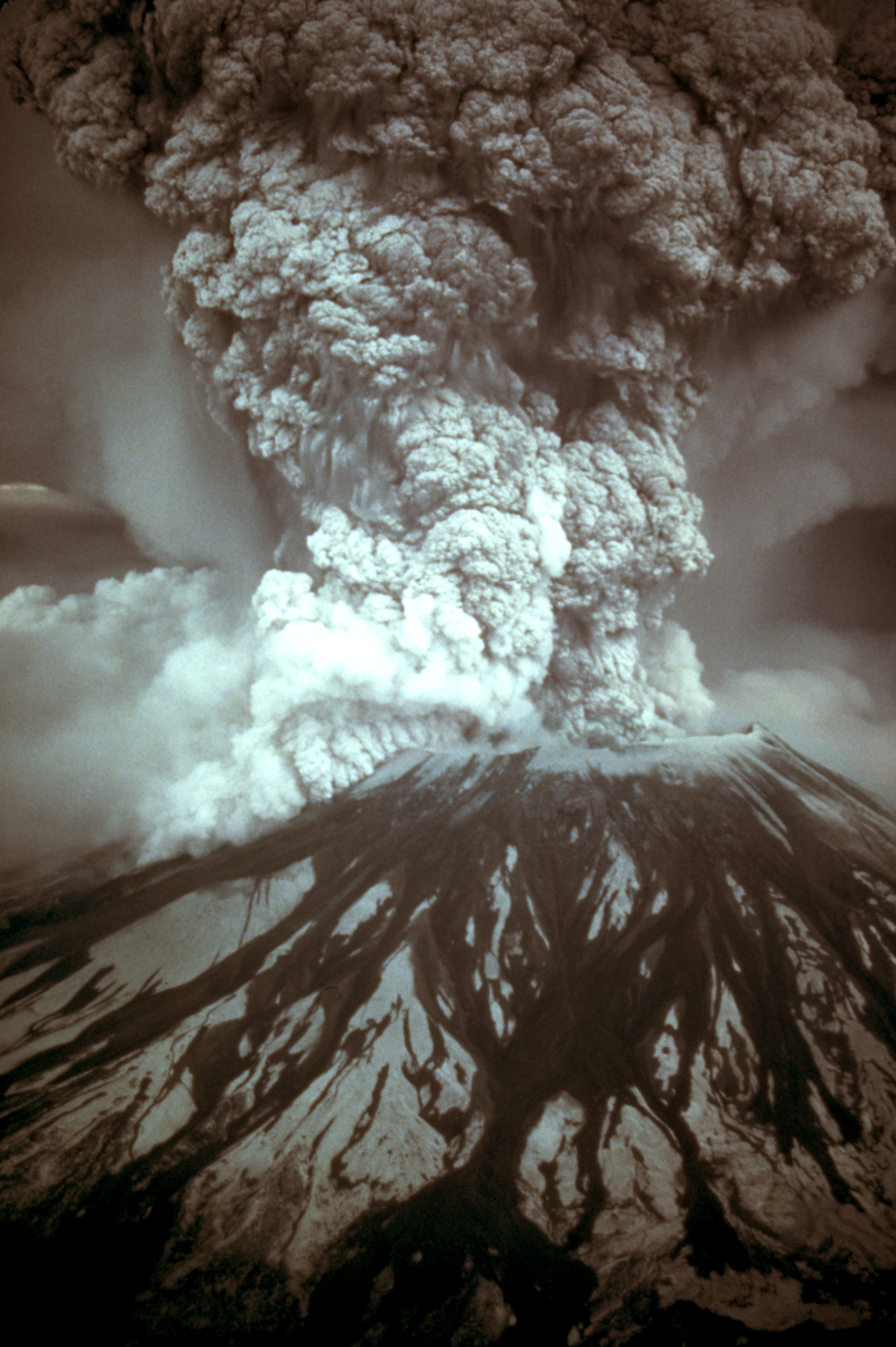
فوران آتشفشان در ۱۸ مه ۱۹۸۰

### قبل تاریخ
شواهد باستانی نشان می‌دهد که شمال غربی اقیانوس آرام نخستین مکان‌هایی بوده که در آمریکا در آن زیست می‌شده. استخوان‌های جانوران و انسان‌ها به ۱۳۰۰۰ سال پیش قدمت دارند، در سرتاسر واشینگتن و شبه‌جزیره المپیک شواهدی وجود دارد که نمایانگر زیست در ۹۰۰۰ سال پیش از میلاد است.
انسان شناسان تخمین می‌زنند که ۱۲۵ قبیله با ۵۰ گویش متفاوت در این سرزمین وجود داشته‌است؛ و تا قبل از ورود اروپاییان در آنجا می‌زیستند. در سر تا سر پیوجت ساوند قبیل زیادی می‌زیستند زیرا منابع طبیعی فراوانی یافت می‌شود مانند ماهی آزاد، ماهی هالیبوت، حلزون و نهنگ. بومیان از درخت سرو برای خود خانه و کانو می‌ساختند؛ و نیز از پوست درخت سدر لباس برای خود می‌ساختند. این قبایل از طریق شکار فصلی جان سالم به در می‌بردند.

### فوران کوه سنت هلن
در ۱۸ مه ۱۹۸۰ در کوه سنت هلن آتش فشانی در ایالت واشینگتن رخ داد. این فوران با ۵ درجه فوران کرد. فوران در طی ۲ ماه بود که با زمین لرزه و بخار همراه بود، و ماگما نیز با فشار به بیرون می‌آمد. زلزله در ساعت ۹. ۳۲ دقیقه و ثانیه ۱۷ به وقت اقیانوس آرام به وقوع پیوست، و تاکنون بزرگترین زمین لغزه‌ای است که در واشینگتن رخ داده‌است. در این واقعه سنگ‌های مذاب و و بخار و سنگ همراه بوده‌است؛ و مقدار زیادی گدازه نیز استخراج می‌شود.

## جمعیت
در آمارگیری ۱ ژولای ۲۰۱۴ تخمین زده شده در ایالت واشینگتن ۷٬۰۶۱٬۵۳۰ نفر جمعیت دارد.
با توجه به سرشماری ایالات متحده در سال ۲۰۱۰ واشینگتن حدود ۶۷۲۴۵۴۰ نفر جمعیت داشت، که از سال ۲۰۱۰، ۱۴٫۱ درصد یعنی ۸۳۰٬۴۱۹ نفر افزایش داشته بود. این رشد شامل افزایش طبیعی ۳۸۰۴۰۰، و افزایش جمعیت بر اثر مهاجرت ۴۵۰۰۱۹ نفر بوده‌است. واشینگتن از نظر جمعیت پس از اورگن و آیداهو رتبه نخست را در منطقه شمال غربی اقیانوس آرام را دارد. در سال ۱۹۸۰ اداره آمار، جمعت واشینگتن را ۹۰ درصد سفیدپوست غیر اسپانیایی گزارش داده‌است.
در سال ۲۰۱۱، ۴۴٫۳ درصد از جمعیت واشینگتن کمتر از ۱ سال اقلیت‌ها سن داشته‌ند.
در سرشماری سال ۲۰۱۰ جمعیت متروپلیتین سیاتل ۳٬۴۳۹٬۸۰۹ حدود نیمی از جمعیت واشینگتن را تشکیل می‌داد.
در واشینگتن ۶٫۷ درصد زیر پنج سال سن، ۲۵٫۷ درصد از جمعیت زیر ۱۸ سال سن و ۱۱٫۲ نیز ۶۵ سال یا مسن‌تر بوده‌اند؛ و حدود ۵۰٫۲ درصد از جمعیت را زنان تشکیل می‌دادند.
نژادهای اصلی در ایالت واشینگتن که در سرشماری تعیین شده از این قرار است:
- آلمانی: ۲۰٫۷٪
- ایرلندی: ۱۲٫۳٪
- اسپانیایی: ۸٫۲٪
- نروژی: ۶٫۲٪
- فرانسوی: ۳٫۹٪
- آمریکایی:۳٫۹٪
- سوئدی: ۳٫۸٪
- ایتالیایی: ۳٫۶٪
- اسکاتلندی: ۳٫۳٪
- اسکاچ ایرلندی: ۲٫۵٪
- هلندی: ۲٫۵٪
- لهستانی: ۱٫۹٪
- روسی: ۱٫۸–۲٫۰٪

### جمعیت نژادی
بر اساس سرشماری ایالات متحده در سال ۲۰۱۰، ترکیب قومی نژادی چنین بود:
- سفیدپوست: ۷۷٫۳٪ (غیر اسپانیایی۷۱٪ و اسپانیایی ۶٫۳٪)
- سیاه پوستان: ۳٫۶٪
- سرخپوستان: ۱٫۵٪
- آسیایی آمریکایی‌ها: ۷٫۲٪
- اهالی جزایر اقیانوس آرام: ۰٫۴٪
- چند نژادان آمریکایی: ۴٫۷٪
- دیگر نژادها:۵٫۱٪

جمعیت قابل توجهی نیز هیسپانیک یا لاتین دارد که ۱۱٫۲٪ از جمعیت را در برمی‌گیرد.
| ترکیب نژادی                 | ۱۹۹۰  | ۲۰۰۰  | ۲۰۱۰  |
| --------------------------- | ----- | ----- | ----- |
| سفید                        | ۸۸٫۵٪ | ۸۱٫۸٪ | ۷۷٫۳٪ |
| آسیایی                      | ۴٫۳٪  | ۵٫۵٪  | ۷٫۲٪  |
| سیاه                        | ۳٫۱٪  | ۳٫۲٪  | ۳٫۶٪  |
| سرخ‌پوست                     | ۱٫۷٪  | ۱٫۶٪  | ۱٫۵٪  |
| هاوایی و اهالی اقیانوس آرام | -     | ۰٫۴٪  | ۰٫۶٪  |
| نژادهای دیگر                | ۲٫۴٪  | ۳٫۹٪  | ۵٫۲٪  |
| نژادهای مخلوط               | -     | ۳٫۶٪  | ۴٫۷٪  |

در این ایالت ایرانی های زیادی در حال زندگی و کار هستند و علت آن نزدیکی به مرزهای کشور  کانادا است .

## اقتصاد
در سال ۲۰۱۲، این ایالت تولید ناخالص داخلی برابر با ۴۱۲٬۹۰۶ میلیارد دلار داشت، که قابل مقایسه با تولید ناخالص داخلی کشور اتریش (۳۹۴٬۴۵۴ میلیارد دلار) بود.

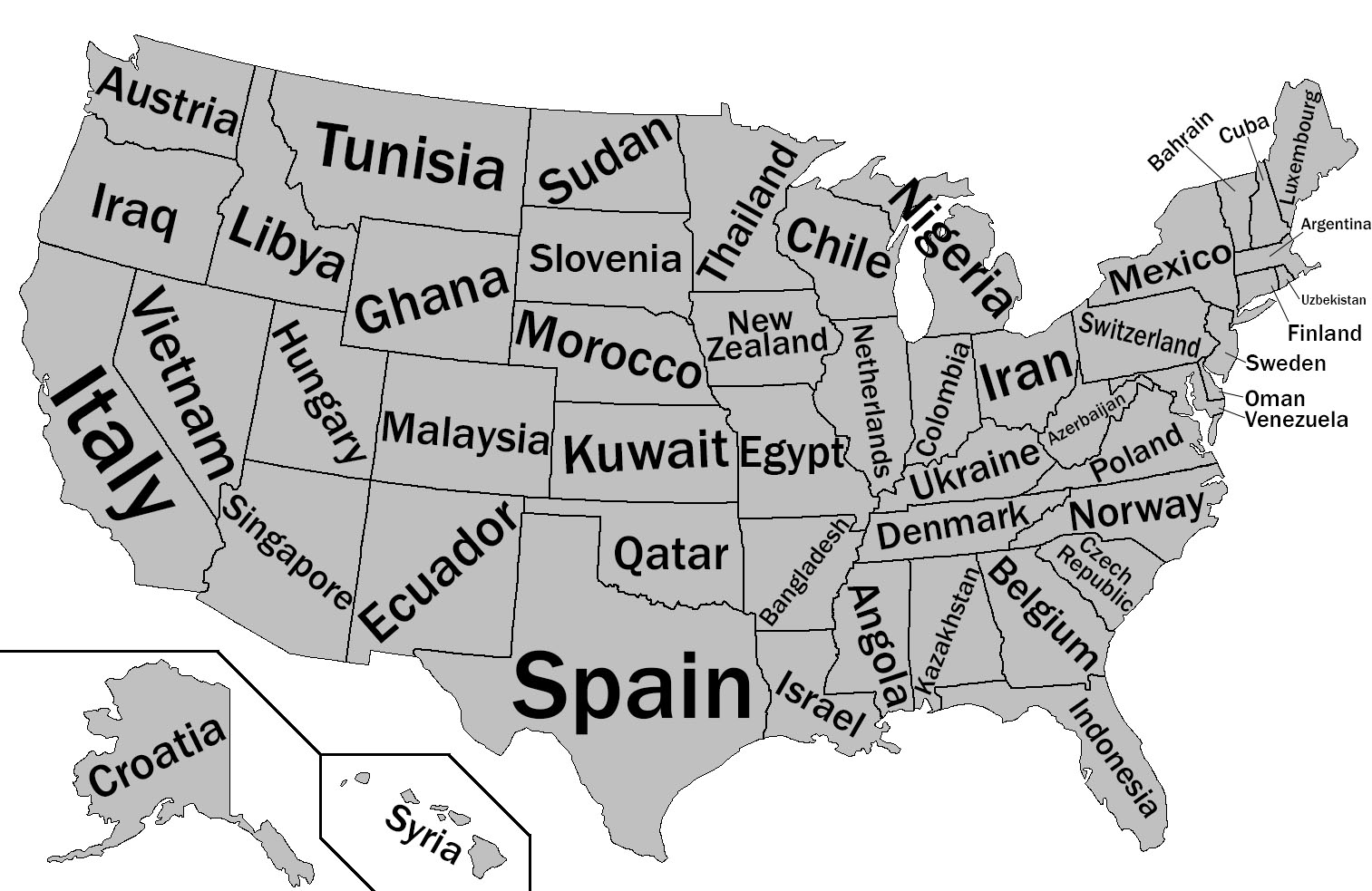
مقایسهٔ تولید ناخالص داخلی ایالت‌های آمریکا با کشورهای دیگر در سال ۲۰۱۲. ایالت واشینگتن در این سال تولید ناخالصی اش قابل مقایسه با کشور اتریش بوده‌است.

در سال ۲۰۰۹ تولید ناخالصی ایالت واشینگتن ۳۳۶٫۳ میلیارد دلار که مساوی با چهاردهمین کشور در جهان بود و در آگوست سال ۲۰۱۳ نرخ بیکاری در این ایالت ۷ درصد بوده‌است.

### مالیات

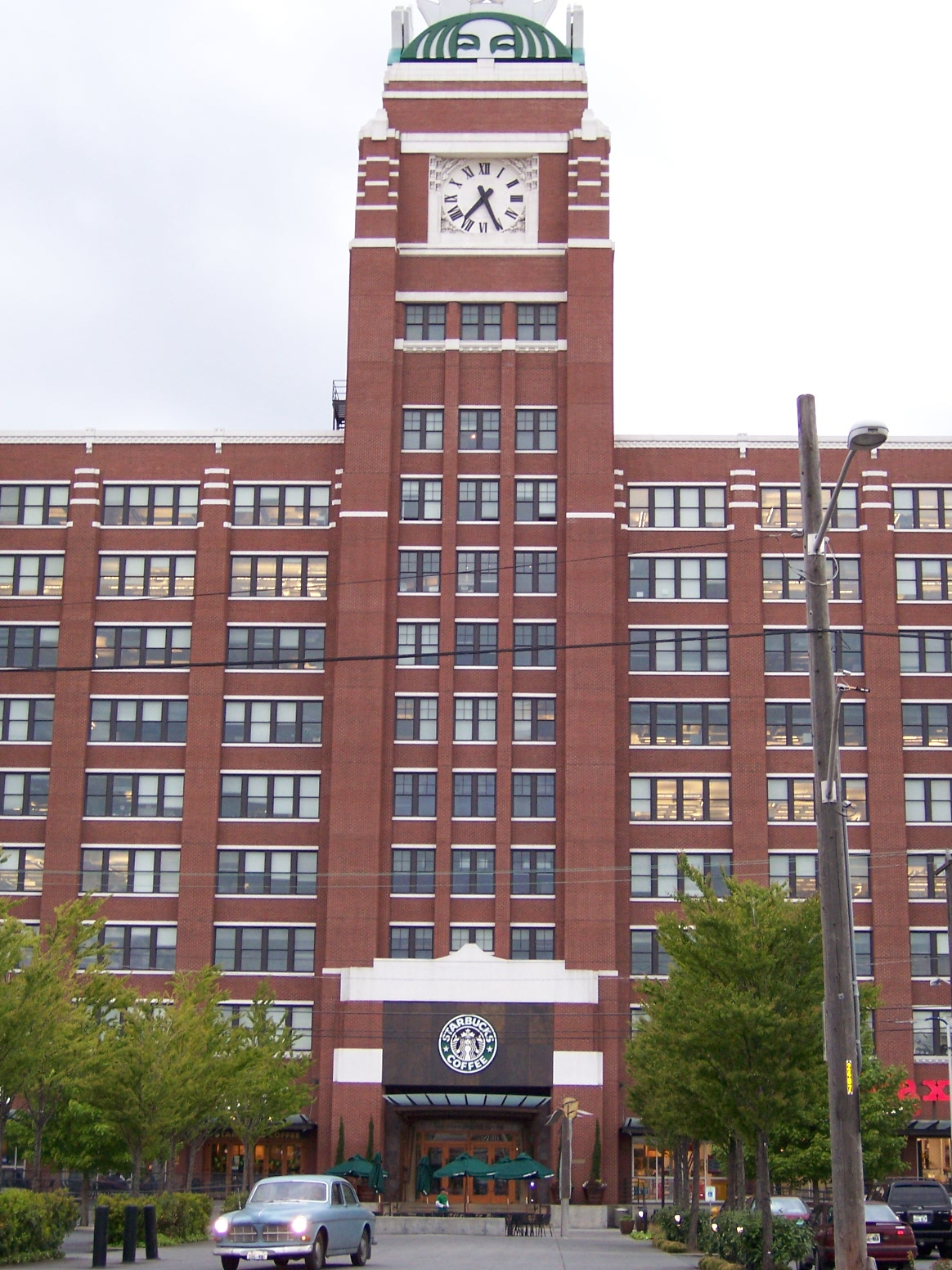
ساختمان مرکزی استارباکی در سیاتل بزرگترین شهر واشینگتن

واشینگتن در حساب مالیات نسبت به دیگر ایالات نظام پیشرفته‌ای ندارد. ایالت واشینگتن یکی از ۷ ایالتی است که برای درآمد اشخاص مالیات وضع نمی‌کند. همچنین این دولت از شرکت‌ها تجاری نیز مالیات جمع‌آوری نمی‌کند، ولی شرکت‌ها مسئول پرداخت دیگر عوارض مختلف دولتی هستند.
در واشینگتن مالیات بر فروش ۶٫۵ درصد می‌باشد؛ و در آوریل ۲۰۱۰ نرخ مالیات بر فروش به ۹٫۵ درصد در سیاتل و سایر شهرستان‌ها رسید. این مالیات برای خدمات به ایالت حاصل می‌شود. بسیاری از غذاها از مالیات معاف هستند ولی با این حال مکمل‌های غذایی و نوشابه‌ها شامل مالیات هستند. نرخ مالیات بر خرید و فروش توسط مصرف‌کنندگان بسته به قوانین محلی بین ۸ و ۹ درصد متغیر می‌باشد.
معمولاً مالیات بر سیگار مشروبات الکلی را خرج مدارس دولتی و آتش‌نشانی‌ها پارک‌ها و غیره می‌کنند.

### شراب واشینگتن

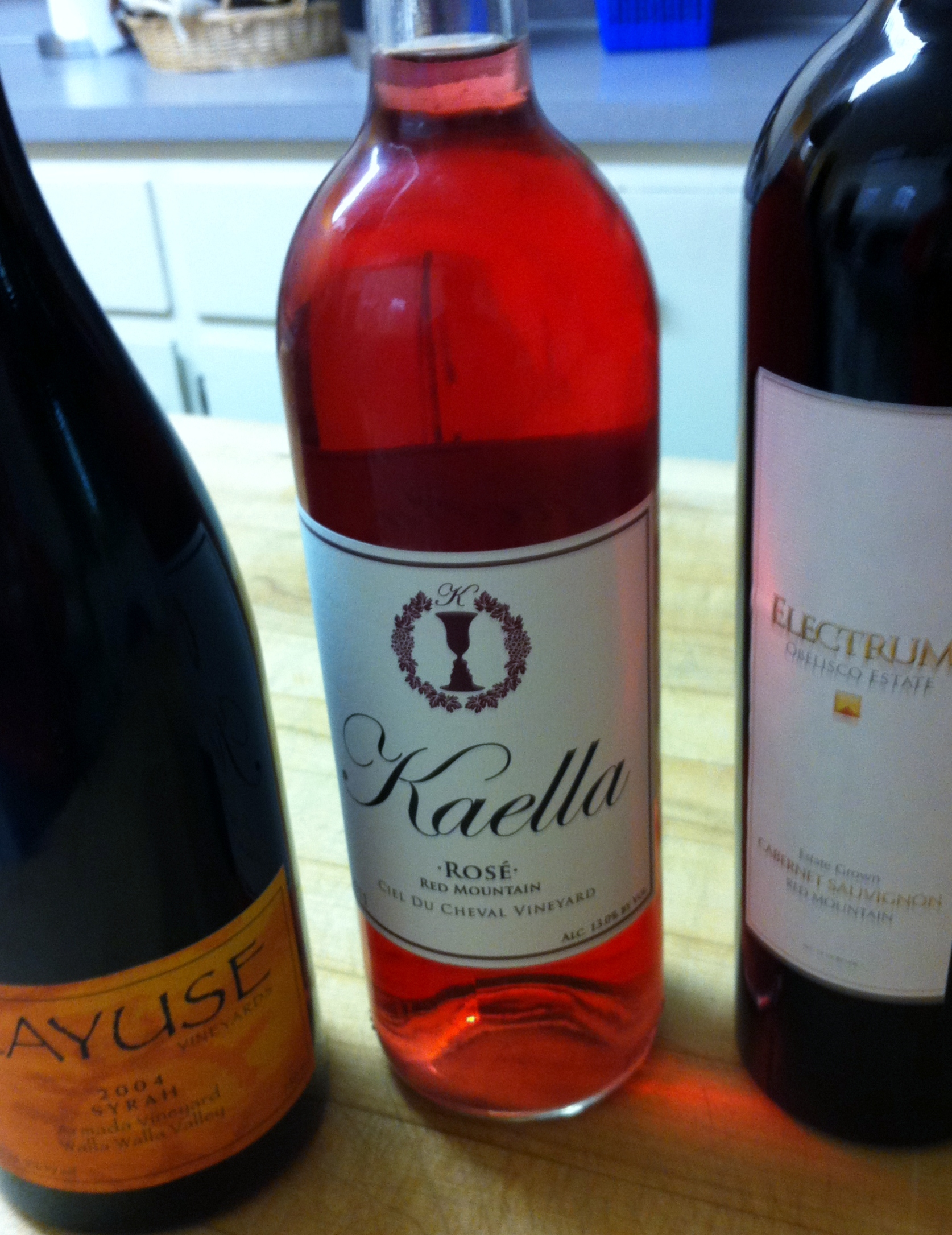
مجموعه‌ای از شراب‌های واشینگتن

شراب واشینگتن به شراب‌های گفته می‌شود که از انگورهای ایالت واشینگتن گرفته می‌شود. ایالت واشینگتن در تولید شراب در ایالات متحده پس از کالیفرنیا رتبه دوم را دارد. تا سال ۲۰۱۱ در ایالت بیش از ۴۳۰۰۰ هکتار (۱۷۰ کیلومترمربع) تاکستان با برداشت بیش از ۱۴۲۰۰۰ تن انگور به ۴۲ کشور جهان با بیش از ۸۵۰ شراب‌خانه، شراب صادر می‌شد. در حالی که بسیاری از فعالیت‌ها در نیمهٔ غربی ایالت انجام می‌شود ولی ۹۹٫۹ درصد از شراب‌گیری‌ها در نیمه شرقی ایالت انجام می‌شود.
مدیریت کارخانه ماشین سازی فورد در شهر سیاتل قرار دارد.

## حمل و نقل
واشینگتن دارای یک سیستم بزرگراه ایالتی می‌باشد، که معروف به مسیر ایالتی است. و همچنین دارای یک سیستم گسترده کشتی‌رانی می‌باشد که رتبه نخست را در آمریکا و رتبه سوم را در جهان دارد. ۱۴۰ فرودگاه در واشینگتن وجود دارد، که ۱۶ فرودگاه دولتی هستند. فرودگاه بین‌المللی سیاتل-تاکوما (Sea-Tac) یکی از بزرگترین فرودگاه‌های واشینگتن می‌باشد. فرودگاه صحرایی بویینگ یکی از شلوغ‌ترین فرودگاه‌های سیاتل می‌باشد.

## دولت و سیاست
رئیس قوه مجریه ایالت واشینگتن فرماندار است و هر رأی‌گیری برای دوره ۴ ساله انتخاب می‌شود. مقامات کنونی ایالت واشینگتن:
- جی اینسلی، فرماندار
- دنیس هک، معاون فرماندار واشینگتن
- باب فرگوسن، دادستان کل

در ایالت واشینگتن، قوه مقننه ایالت واشینگتن قوه‌ای دومجلسی است. قوه مقننه ایالت واشینگتن متشکل از مجلس نمایندگان و مجلس سنا می‌باشد. ایالت واشینگتن به ۴۹ حوزه‌های انتخابیه با جمعیت مساوی تقسیم شده‌است و هر منطقه دو نماینده برای مجلس نمایندگان و یک نماینده برای سنا انتخاب می‌کند.
دیوان عالی ایالت واشینگتن دارای ۹ قاضی است و به عنوان قوهٔ قضاییه ایالت انجام وظیفه می‌کنند.

## دانشگاه‌ها و مراکز تحقیقاتی
آزمایشگاه ملی شمالغربی پاسیفیک در این ایالت قرار دارد. از دانشگاه‌های مشهور این ایالت می‌توان به موسسات زیر اشاره کرد:

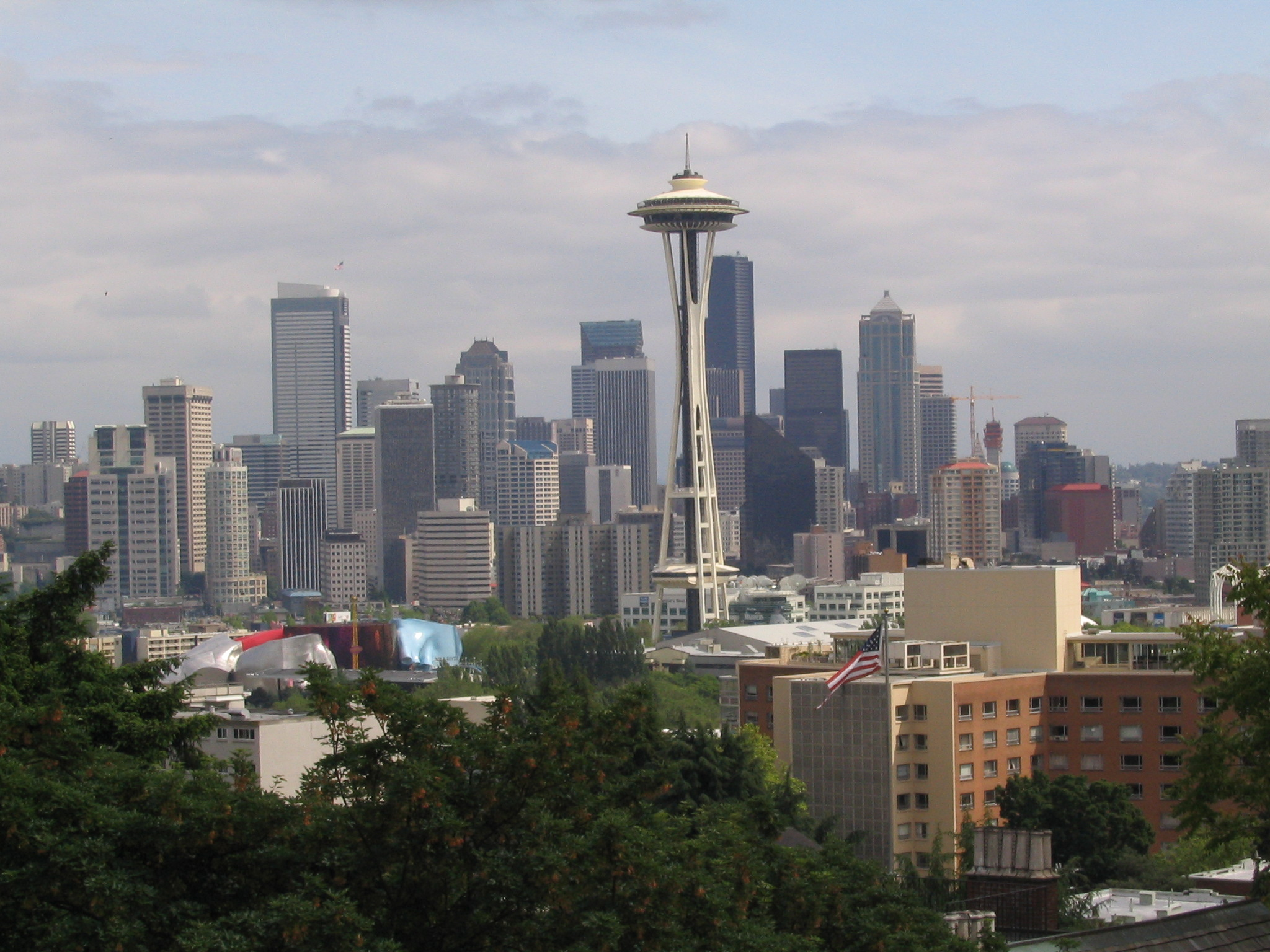
شهر سیاتل، واشینگتن و برج سوزن فضایی مشهور آن.

- دانشگاه واشینگتن
- دانشگاه ایالتی واشینگتن

## نگارخانه

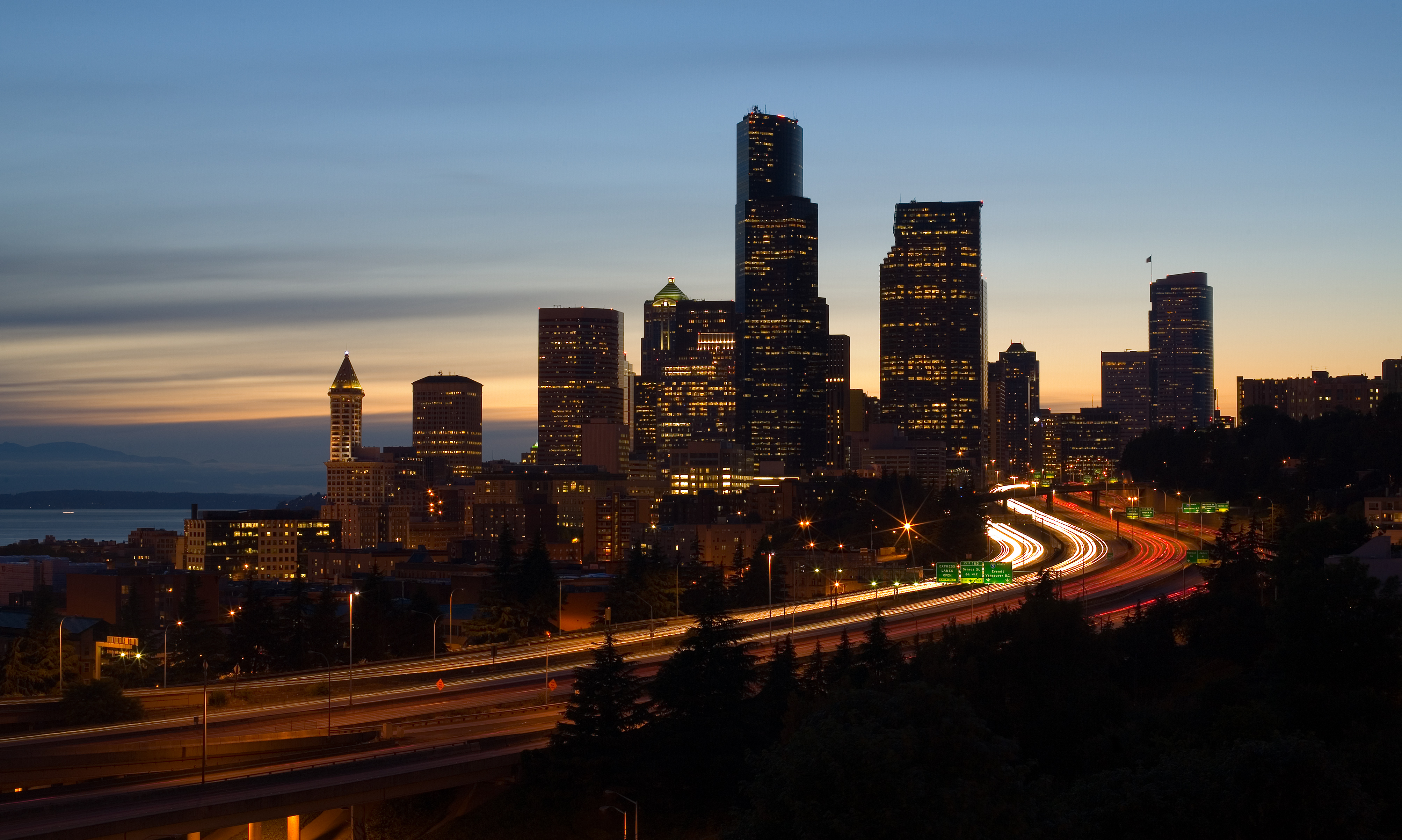
نگاره‌ای از آسمان سیاتل، واشینگتن
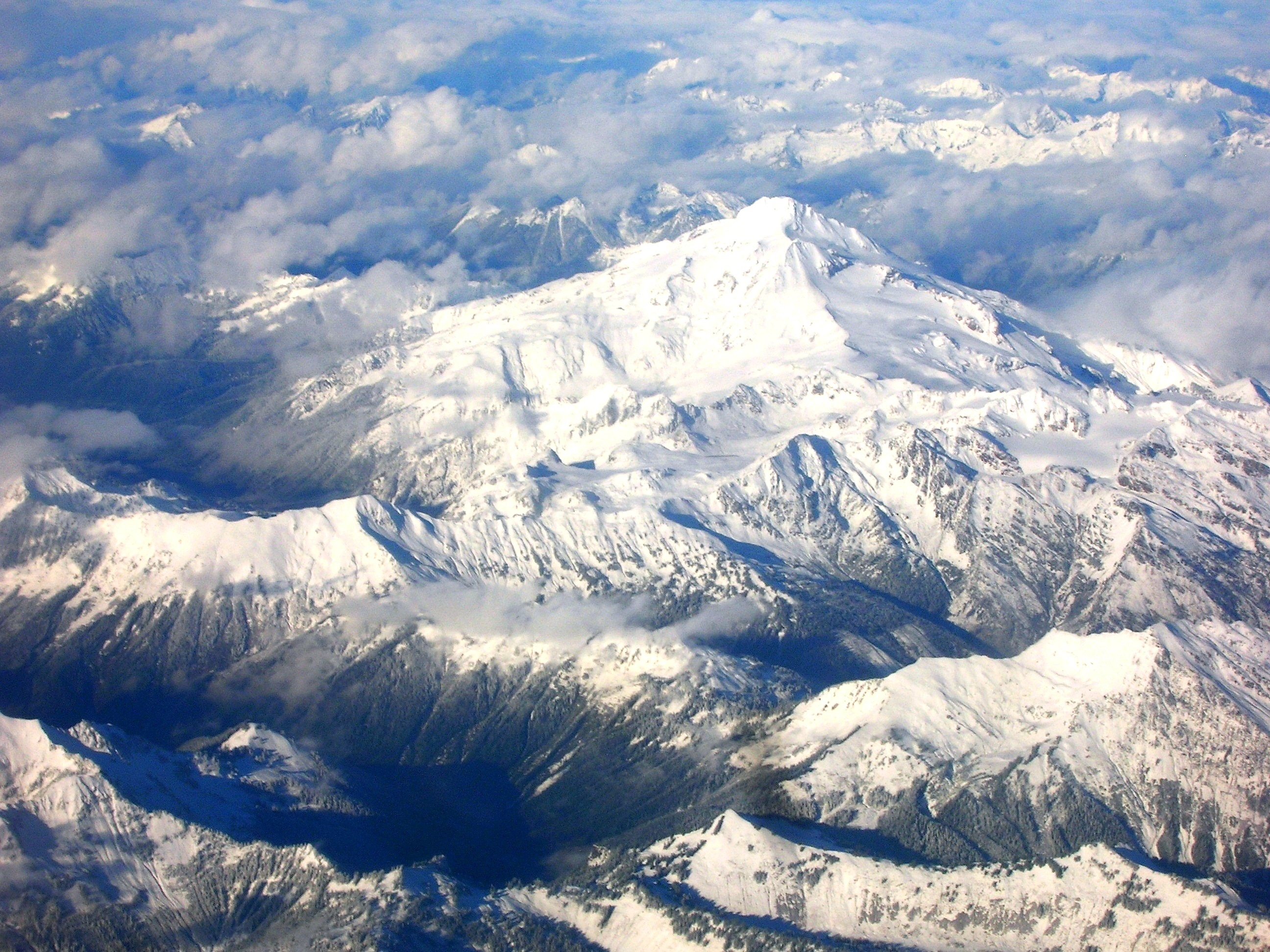
یخچال‌های طبیعی
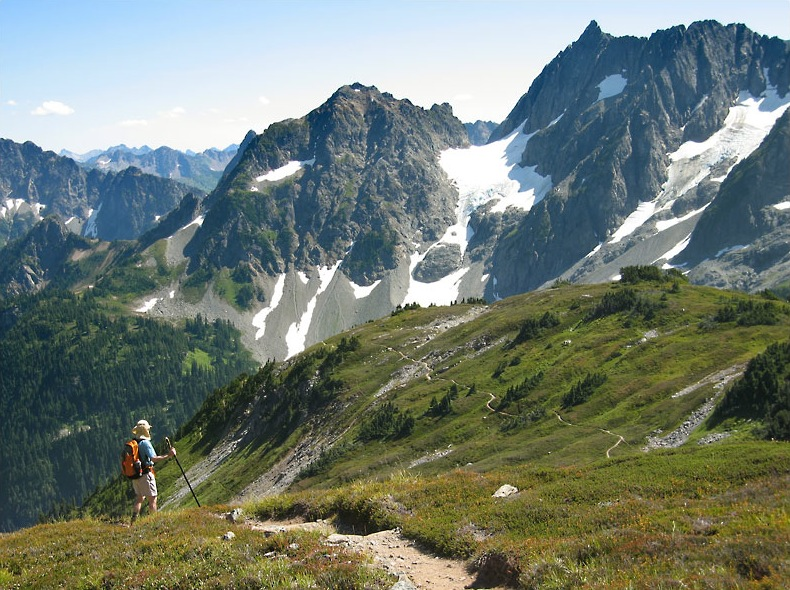
آبشار عبور در شمال پارک ملی کسکیدز شمالی
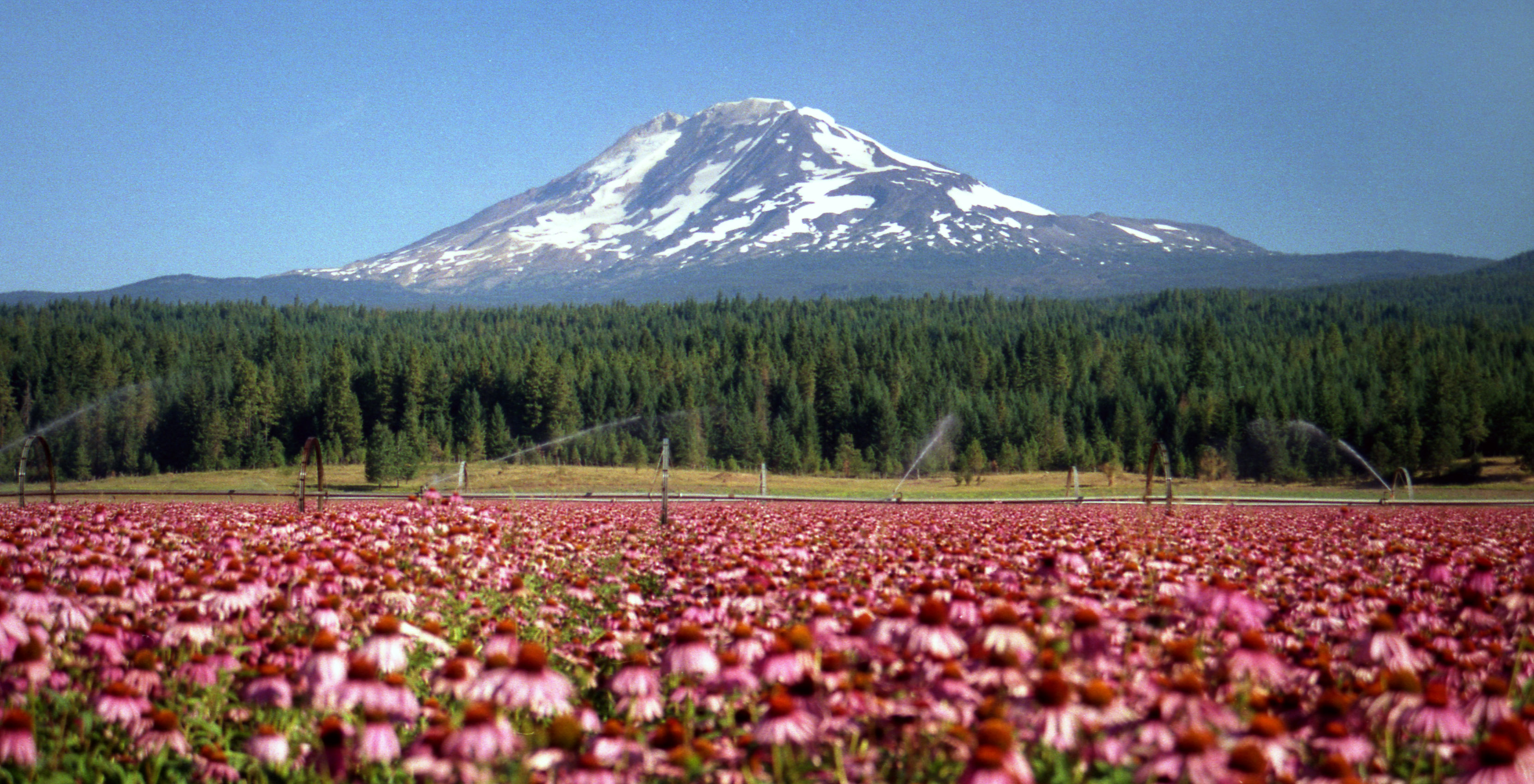
قلهٔ آدامز با بیش از ۳۷۰۰ متر ارتفاع